# John Spencer-Churchill, 7. vévoda z Marlborough
John Winston Spencer-Churchill, 7. vévoda z Marlborough (John Winston Spencer-Churchill, 7th Duke of Marlborough, 7th Marquess of Blandford, 9th Earl of Sunderland, 7th Earl of Marlborough, 11th Baron Spencer of Wormleighton, 7th Baron Churchill of Sundridge) (2. června 1822, Garboldisham Hall, Anglie – 5. července 1883, Londýn, Anglie) byl britský státník ze šlechtického rodu Spencerů. Patřil ke konzervativcům, v mládí byl poslancem Dolní sněmovny, jako dědic titulu vévody od roku 1857 člen Sněmovny lordů. V konzervativních vládách byl lordem nejvyšším hofmistrem (1866-1867) a místokrálem v Irsku (1876-1880), byl rytířem Podvazkového řádu. Byl dědičným majitelem zámku Blenheim Palace, největšího soukromého sídla v Británii mimo královskou rodinu, kvůli dlouhodobému zadlužení ale musel rozprodat část uměleckých sbírek. Jeho vnukem byl Winston Churchill.

## Politická kariéra

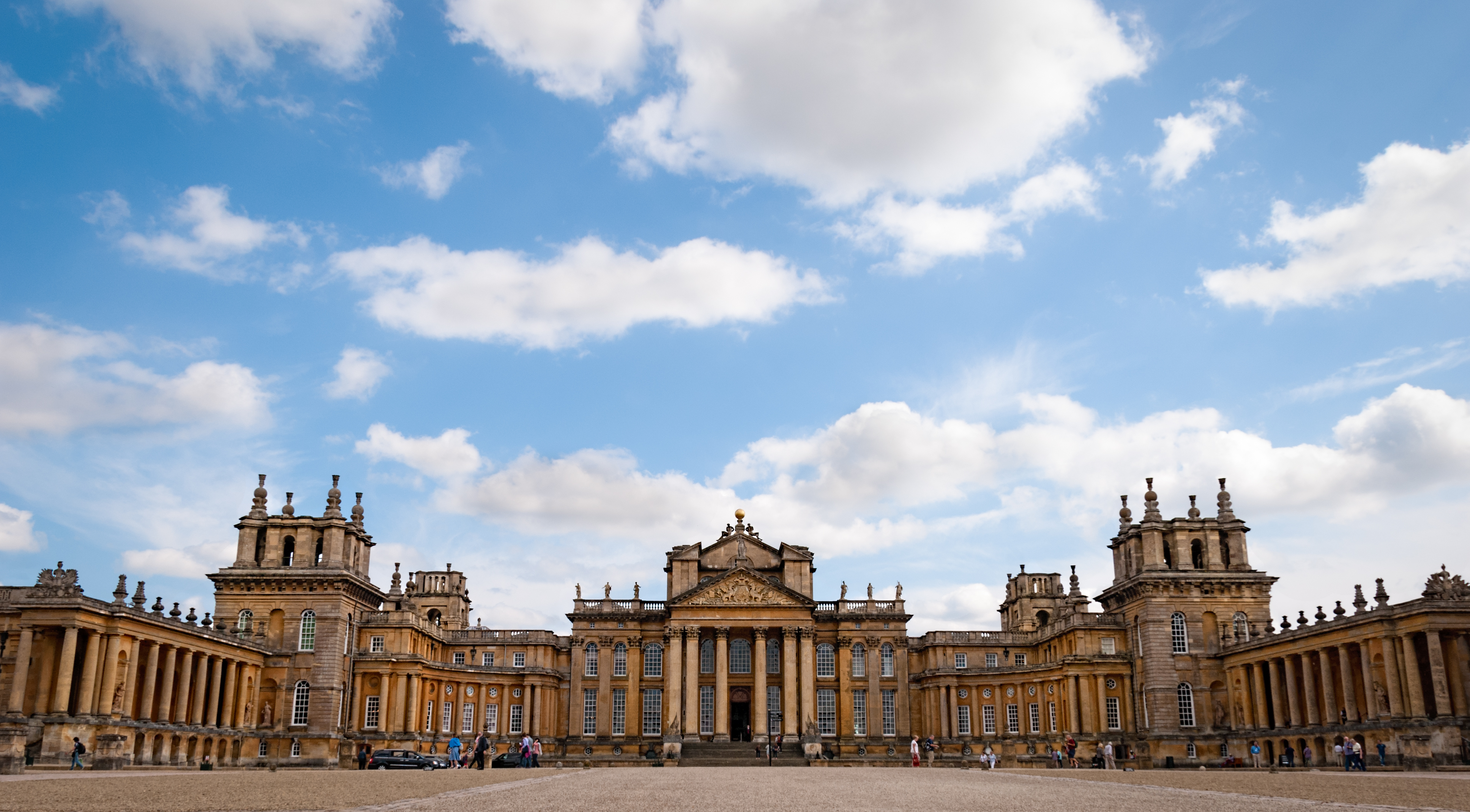
Zámek Blenheim Palace (Oxfordshire), hlavní sídlo vévodů z Marlborough

Narodil se na dnes již neexistujícím zámku Garboldisham Hall v hrabství Norfolk jako nejstarší syn George Spencer-Churchilla, 6. vévody z Marlborough (1793-1857), a jeho první manželky Jane Stewart (1798-1844) z rodu hrabat z Galloway. Studoval v Etonu a Oxfordu, v letech 1844-1857 byl poslancem Dolní sněmovny za Konzervativní stranu. V parlamentu se věnoval církevní problematice a v letech 1852-1855 byl místopředsedou státní komise pro správu kostelů. Po otci zdědil v roce 1857 rodové tituly a vstoupil do Sněmovny lordů (jako jeho dědic byl do té doby znám pod jménem markýz z Blandfordu). Po otci převzal také úřad lorda místodržitele v hrabství Oxford (1857-1883). V třetí Derbyho vládě byl lordem nejvyšším hofmistrem (1866-1867), od roku 1866 byl zároveň členem Tajné rady. Po personálních obměnách ve vládě přešel do funkce prezidenta Tajné rady (1867-1868). V roce 1868 obdržel Podvazkový řád a v letech 1876-1880 byl místokrálem v Irsku. Jeho působení v Irsku bylo značně populární, věnoval se především podpoře obchodu. Funkci místokrále opustil po porážce Disraeliho ve volbách a nástupu liberálů (1880).

## Majetkové a rodinné poměry

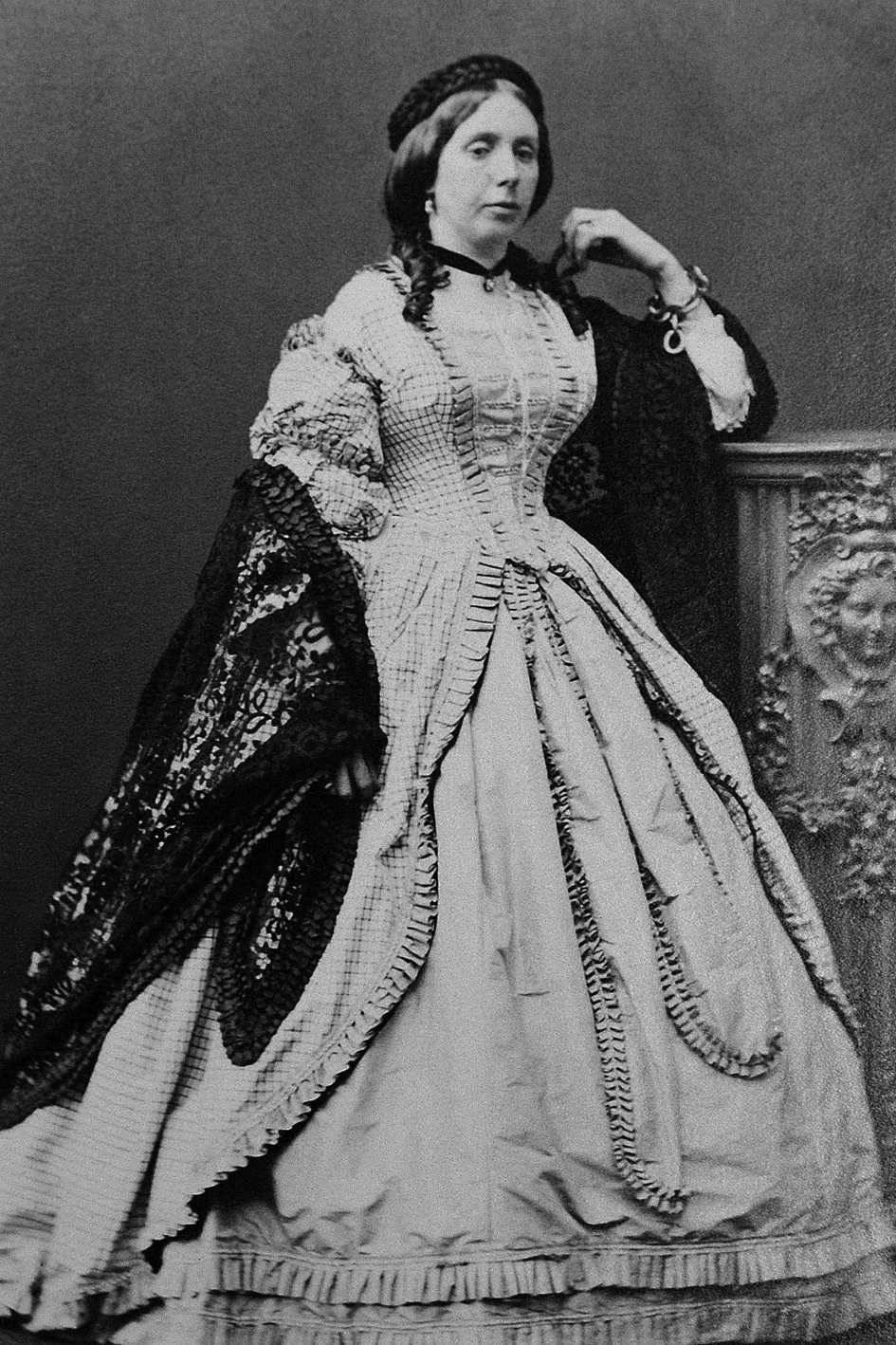
Frances Spencer-Churchill, rozená Vane-Tempest-Stewart, vévodkyně z Marlborough (1822-1899)

Vlastnil rozsáhlý majetek především v hrabství Oxfordshire, kde mu patřilo přibližně 10 000 hektarů půdy s hlavním rodovým sídlem Blenheim Palace. Měl také pozemky v hrabství Buckinghamshire, které ale prodal milionářské rodině Rothschildů. Po předcích ale zdědil také značné dluhy, které se během jeho života nadále zvyšovaly. Ačkoliv měl roční příjem ze svých statků 35 000 liber a pobíral také dědičnou státní penzi 4 000 liber přiznanou královnou Annou 1. vévodovi z Marlborough, byl nucen přistoupit k rozprodeji hodnotných uměleckých sbírek. Obrazy významných mistrů získala Národní galerie, v roce 1875 byly v aukční síni Christie's prodány také rodinné klenoty.
V roce 1843 se oženil s Frances Vane (1822-1899), dcerou generála a diplomata 3. markýze z Londonderry. Měli spolu jedenáct dětí, z nich tři synové zemřeli v dětství.
- George Charles Spencer-Churchill, 8. vévoda z Marlborough (1844-1892)
- Lord Frederick John Spencer-Churchill (1846-1850)
- Cornelia Spencer-Churchill (1847-1927), manžel 1868 Ivor Guest, 1. vikomt Wimborne (1835-1914)
- Lord Randolph Henry Spencer-Churchill (1849-1895), ministr pro Indii, ministr financí, otec Winstona Churchilla
- Rosamond Spencer-Churchill (1851-1920), manžel 1877 William Fellowes, 2. baron De Ramsey (1848-1925), poslanec Dolní sněmovny, důstojník
- Fanny Spencer-Churchill (1853-1904), manžel 1873 Edward Marjoribanks, 2. baron Tweedmouth (1849-1909), první lord admirality, prezident Tajné rady
- Anne Spencer-Churchill (1854-1923), manžel 1874 James Innes-Kerr, 7. vévoda z Roxburghe (1839-1892)
- Lord Charles Ashley Spencer-Churchill (1856-1858)
- Lord Augustus Robert Spencer-Churchill (1858-1859)
- Georgiana Spencer-Churchill (1860-1906), manžel 1883 Richard Curzon, 4. hrabě Howe (1861-1929), nejvyšší komoří královny Alexandry
- Sarah Spencer-Churchill (1865-1929), manžel 1891 Gordon Chesney Wilson (1865-1914), podplukovník, padl za první světové války

Mladší bratr 7. vévody, lord Alfred Spencer-Churchill (1824-1893), dosáhl v armádě hodnosti podplukovníka a byl poslancem Dolní sněmovny.